# Fyllingen Håndball
Fyllingen Håndball er en norsk håndboldklub fra Bergen, som spiller i Eliteserien (håndbold) på herresiden. Klubben spiller i gule trøjer og blå shorts, og trænes af Anders Fältnäs.
Fyllingen Håndball vandt det norske mesterskab for mænd i 2008/2009 og deltog således i gruppespillet i EHF Champions League i sæsonen 2009/2010, hvor de efter to møder mod bl.a. FCK sluttede uden points og således røg de ud af Champions League efter gruppespillet.